# Euphorbia eriophora
Euphorbia eriophora är en törelväxtart som beskrevs av Pierre Edmond Boissier. Euphorbia eriophora ingår i släktet törlar, och familjen törelväxter. Inga underarter finns listade i Catalogue of Life.